# Казолит
Казолит — редкий радиоактивный минерал урана из класса силикатов. Химическая формула минерала — PbUO2SiO4·H2O. Имеет моноклинную сингонию, совершенную спайность. В основном образует сильно-удлинённые игольчатые или призматические жёлто-оранжевые кристаллы. Встречается в зернистых или массивных минеральных агрегатах или корках, имеет цвет от охристо-коричневого до красновато-коричневого.

## Этимология и история
Казолит впервые описал в 1921 году Альфред Скуп. Структура минерала была определена в 1963 году.
Получил название от месторождения Казоло (шахта острова Кеннеди в Шинколобве — Демократическая Республика Конго), где был впервые обнаружен.
Экземпляр минерала находится в Музее естествознания в Париже (№ 121.287 каталога экспонатов).

## Классификация
В восьмом издании Штрунца казолит располагается в уранофановой группе под номером VIII/B.34 вместе с другими минералами группы — болтвудитом, купросклодовскитом, натроболтвудитом, урсинитом, склодовскитом, уранофаном и бета-уранофаном.
В девятом издании Штрунца казолит находится в разделе островных уранилов и слоистых силикатов с соотношением уран: кремний U:Si = 2:1 в группе 9.АК.15. Другие уранилсиликаты болтвудит, натроболтвудит, уранофан и бета-уранофан также относятся к этой группе.
Систематика минералов по Дана классифицирует казолит в уранофановую группу островных силикатов 53.03.01.01, однако в разделе островных силикатов с SiO4 группами и другими анионами, а также комплексными катионами (UO2), он не отмечен.

## Кристаллическая структура
Казолит кристаллизуется в моноклинной сингонии в пространственной группе P21/a (пространственная группа № 14) с параметрами элементарной ячейки a = 6.704 Å; b = 6.932 Å; с = 13.252 Å и β = 104,22 °, и 4 формульными единицами на элементарную ячейку. Группа уранила образует с тетраэдрами SiO4 слоистую структуру таким образом, что ион уранила имеет пятиугольную бипирамидальную координацию с атомами кислорода. Эти уранилсиликатные слои связаны друг с другом атомами свинца. Каждый атом свинца координирует четыре атома кислорода силиката и один атом кислорода уранила. Два атома Pb связаны друг с другом через два разных атома кислорода силиката. Четыре силикатных атома кислорода также имеют различную координацию. Атом силиката кислорода координирует два атома Pb, второй координирует два атома U, третий координирует атом Pb и атом U и четвёртый координирует два атома U и атом Pb.

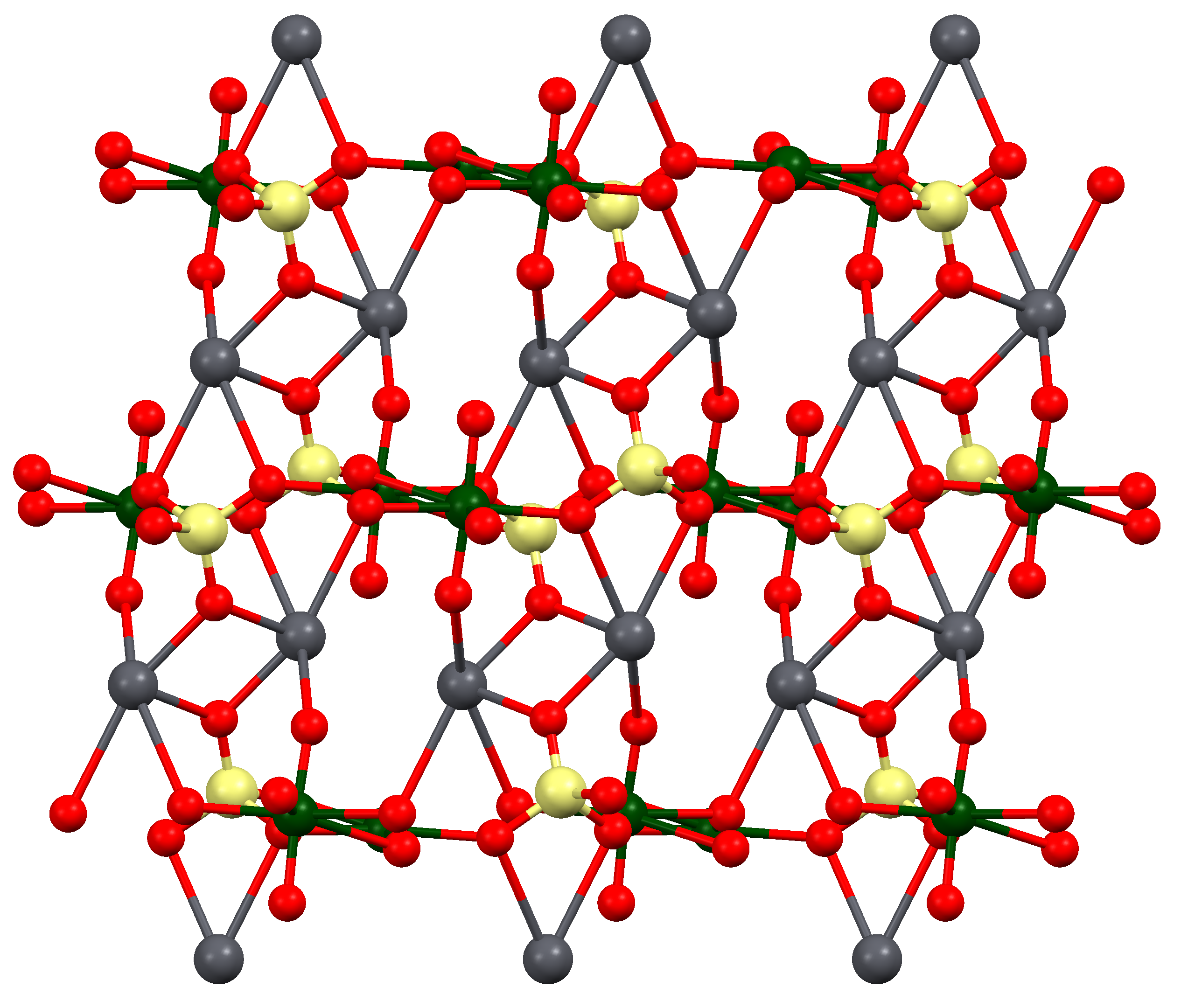
Структура упаковки казолита в направлении кристаллографической оси b (молекулы воды не показаны) (__ U __ O __ Pb __ Si)
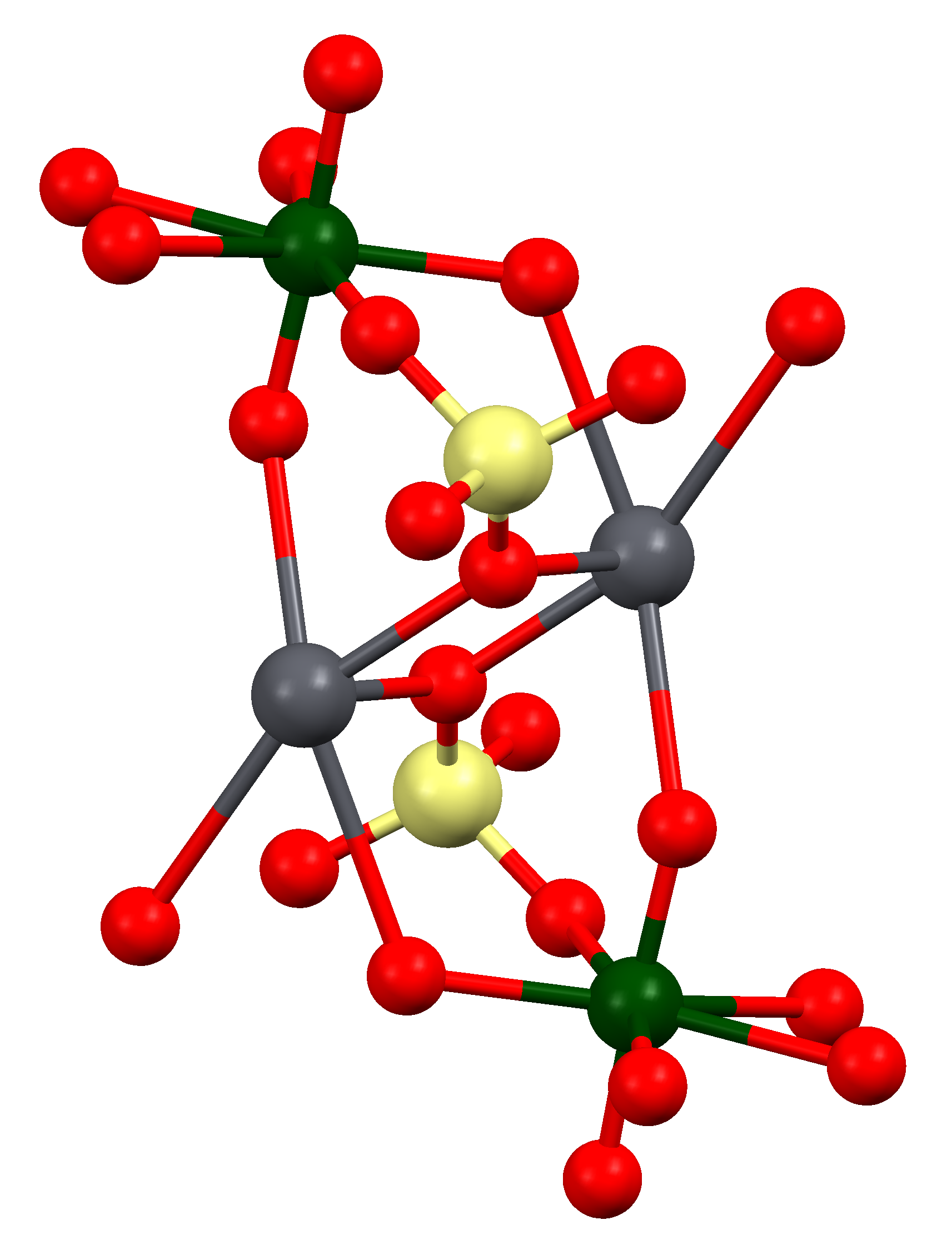
Фрагмент упаковки структуры казолита (молекулы воды не показаны) (__ U __ O __ Pb __ Si)

## Свойства

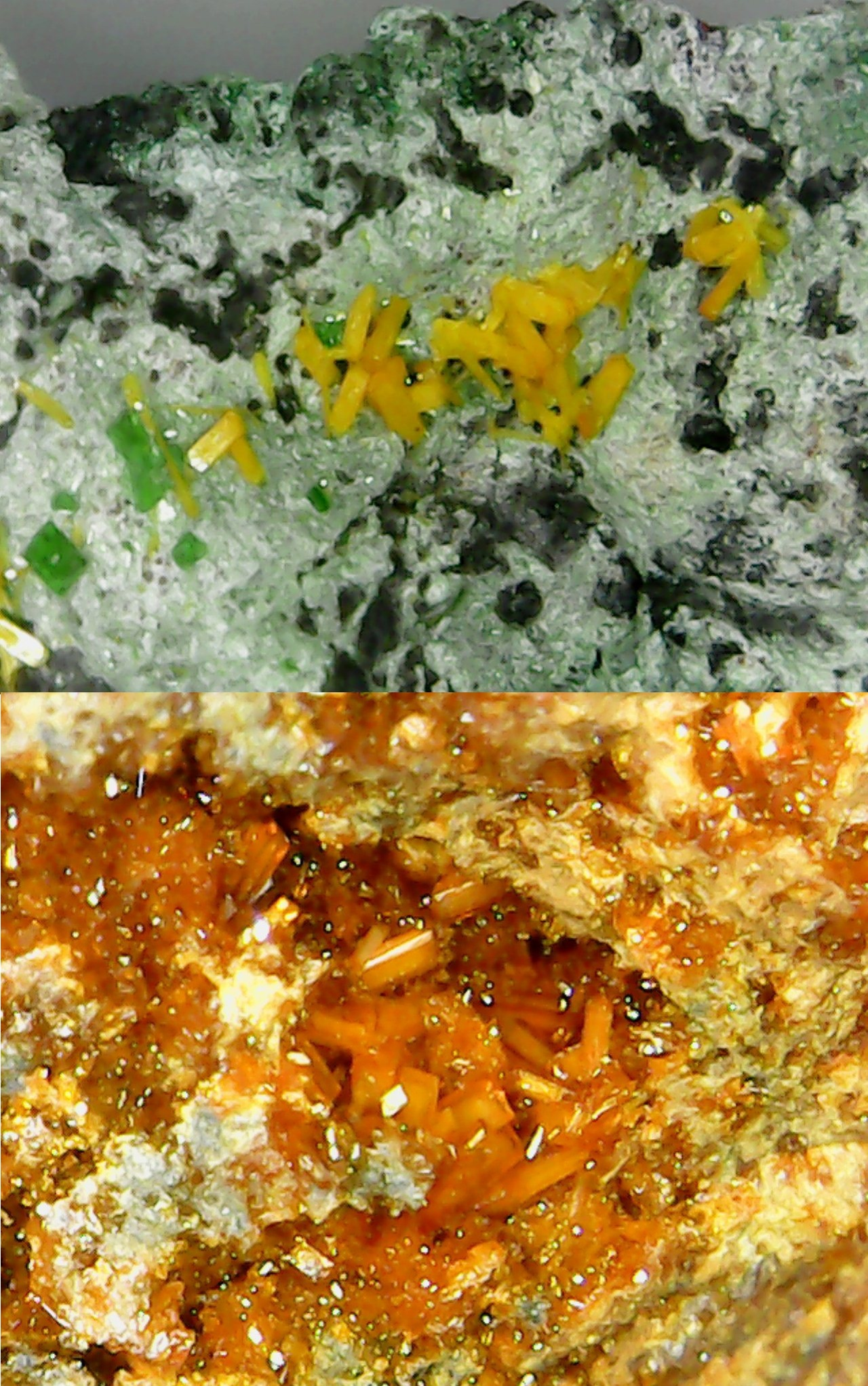
Казолит различного цвета в зависимости от месторождения: Сверху: Мусоной. Снизу: Шинколобве (обе шахты в провинции Катанга, Демократическая Республика Конго)

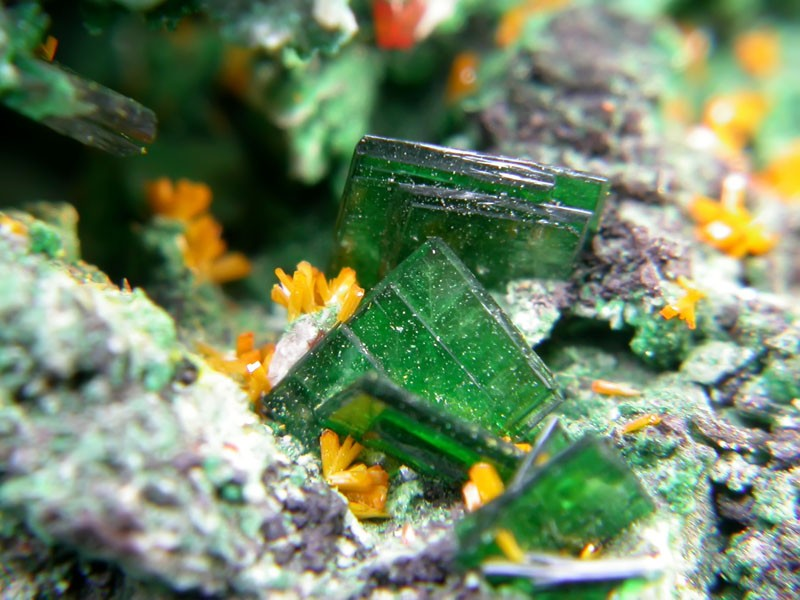
Парагенезис оранжево-жёлтого призматического казолита рядом с темно-зелёным пластинчатым торбернитом из шахты Мусоной, Колвези, Катанга, Демократическая Республика Конго

Из-за высокого содержания урана (до 40.6 масс.%) казолит имеет высокую радиоактивность. Активность может достигать 72.5 кБк/г (для сравнения: радиоактивность природного калия 0.0312 кБк/г). Указанное значение активности может варьироваться в зависимости от содержания и состава минерала, также возможно селективное обогащение или обеднение продуктов радиоактивного распада, что может повлиять на активность.
Казолит растворим в растворах кислот.

## Известные месторождения и сопутствующие минералы
Казолит — редкий урановый минерал, обнаруживаемый в зоне выветривания первичных урановых руд. Помимо Казоло, он обнаружен в Германии в Менценшванде в шахте Крункельбах и в Обервольфахе в шахте Клара. Другие месторождения, где встречается казолит: Цумеб (Намибия), Франсвиль (Габон), Лодев (Франция) и Пршибрам (Чехия), шахта Набарлек (Австралия).
С казолитом встречаются уранинит, кюрит, торбернит, девиндтит, а также резерфордит и склодовскит. Так, в Германии, в шахте № 5 в Тирперсдорфе, Фогтландкрейс обнаружены кристаллы казолита, считающиеся самыми качественными в стране, сокристаллизованные с торбернитом / цойнеритом.

## Меры предосторожности
Из-за высокой токсичности и сильной радиоактивности образцы казолита должны храниться в пылезащитных и радиационно-стойких контейнерах в специализированных помещениях. Следует предотвращать попадание в организм и избегать прямого контакта. При работе с минералом следует надевать респиратор и перчатки.